# 小行星3012
小行星3012（3012 Minsk）是一颗围绕太阳公转的小行星。1979年8月27日，尼古拉·切爾尼赫在克里米亚发现了此天体。
該小行星以白俄羅斯的首都明斯克命名。
这颗小行星的绝对星等为89.09931958014617等。